# Carlowrightia
- Commons
- Wikispecies

Carlowrightia A.Gray, segundo o Sistema APG II, é um gênero botânico da família Acanthaceae.

## Sinonímia
- Cardiacanthus Nees & S.Schauer
- Croftia Small

## Espécies
| - Carlowrightia albiflora - Carlowrightia angustifolia - Carlowrightia arizonica - Carlowrightia californica - Carlowrightia cordifolia - Carlowrightia corymbosa - Carlowrightia costaricana - Carlowrightia coyucana - Carlowrightia ecuadoriana - Carlowrightia fimbriata - Carlowrightia fuertensis - Carlowrightia glabrata - Carlowrightia glandulosa - Carlowrightia hapalcarpa | - Carlowrightia hapalocarpa - Carlowrightia henricksonii - Carlowrightia hintonii - Carlowrightia huicholiana - Carlowrightia lanceolata - Carlowrightia lesueurii - Carlowrightia lindauiana - Carlowrightia linearifolia - Carlowrightia mcvaughii - Carlowrightia mexicana - Carlowrightia mucronata - Carlowrightia myriantha - Carlowrightia neesiana - Carlowrightia ovata | - Carlowrightia parviflora - Carlowrightia parvifolia - Carlowrightia pectinata - Carlowrightia pringlei - Carlowrightia pubens - Carlowrightia purpurea - Carlowrightia serpyllifolia - Carlowrightia sinaloensis - Carlowrightia sulcata - Carlowrightia texana - Carlowrightia torreyana - Carlowrightia trichocarpa |

- «Lista completa»

## Nome e referências
Carlowrightia A.Gray, 1878.

## Classificação do gênero
| Sistema | Classificação                       | Referência            |
| ------- | ----------------------------------- | --------------------- |
| APG II  | Ordem Lamiales, família Acanthaceae | APweb, versão 9, 2008 |